# Pirga loveni
Pirga loveni är en fjärilsart som beskrevs av Aurivillius 1921. Pirga loveni ingår i släktet Pirga och familjen tofsspinnare. Inga underarter finns listade i Catalogue of Life.